# アロマターゼ
アロマターゼ（Aromatase, EC 1.14.14.14）は、エストロゲンシンテターゼ（estrogen synthetase）またはエストロゲンシンターゼと（estrogen synthase）も呼ばれ、エストロゲンの生合成に関与する酵素である。シトクロムP450スーパーファミリーの一つCYP19A1は、ステロイドの産生に関する様々な反応を触媒するモノオキシゲナーゼである。特に、アロマターゼはアンドロゲンを芳香化してエストロゲンに変換する反応に関与している。アロマターゼは、性腺（顆粒膜細胞）、脳、脂肪組織、胎盤、血管、皮膚、骨などの多くの体組織のほか、子宮内膜症や子宮筋腫、乳癌、および子宮体癌の病巣部に見られる。
アロマターゼは思春期に重要な役割を果たしている。

## 機能
アロマターゼは小胞体に局在し、ホルモンやサイトカイン、その他の因子によって制御される組織特異的プロモーターにより制御される。アンドロゲンからエストロゲンを生合成する最終反応、具体的にはアンドロステンジオンをエストロンに、テストステロンをエストラジオールに変換する反応を触媒する。この反応では、アンドロゲンの19位のメチル基を3回ヒドロキシル化することでギ酸塩として脱離するとともに、A環が芳香化される。
アンドロステンジオン + 3O2 + 3NADPH + 3H+ {\displaystyle \rightleftharpoons } エストロン + ギ酸塩 + 4H2O + 3NADP+
テストステロン + 3O2 + 3NADPH + 3H+ {\displaystyle \rightleftharpoons } 17β-エストラジオール + ギ酸塩 + 4H2O + 3NADP+
|  |
|  |

## 発現
アロマターゼは、性腺、胎盤、脳、脂肪組織、骨などの組織で発現する。一方、成人の肝臓ではほとんど検出されない。

## ゲノミクス
アロマターゼの遺伝子には2つの転写変異体が存在する。ヒトでは染色体15q 21.1にある遺伝子CYP19がアロマターゼをコードしている。この遺伝子には、9つのコーディングエクソンに加え組織特異的発現を調節する非翻訳領域がいくつかある。
CYP19は、系統分類において脊索動物のうちより古い時期に分岐した頭索動物であるアンフィオクサス（フロリダナメクジウオ、Branchiostoma floridae）に存在するが、より新しい時期に分岐した尾索動物であるカタユウレイボヤ (Ciona intestinalis）には存在しない。このため、アロマターゼの遺伝子は脊索動物の進化の初期に現れ、脊索動物以外の無脊椎動物（昆虫、軟体動物、棘皮動物、海綿動物、サンゴなど）には存在しないと考えられている、ただし、これらの生物の一部において、未知の経路によりエストロゲンが合成されている可能性がある。

## 活性
アロマターゼ活性は、年齢、肥満、インスリン、ゴナドトロピンおよびアルコール摂取により増加する。また、乳房組織、子宮内膜がん、子宮内膜症、子宮筋腫など特定のエストロゲン依存性局所組織でも増強されると考えられている。
アロマターゼ活性は、プロラクチン、抗ミュラー管ホルモンおよびグリホサートによって低下あるいは拮抗される。

## 性決定における役割
一般に、アロマターゼは分化中の卵巣に非常に多い。また、環境、特に温度の影響を受けやすく、温度依存性決定をする種においてはメスとなる温度帯でより多く発現する。一方で、温度によりアロマターゼの量が制御されることがデータからも示唆されているという事実にもかかわらず、アロマターゼが温度の影響に打ち勝つという研究も存在し、オスとなる温度帯でも多量のアロマターゼにさらされるとメスになり、メスとなる温度帯でもアロマターゼが少ないとオスになることが観察されている（性転換を参照）。遺伝子性決定をする生物では、温度はアロマターゼの発現と機能に影響を与えないため、アロマターゼは温度依存性決定における温度標的分子であることが示唆される。アロマターゼタンパク質の活性が温度によって変化するか否か、あるいはアロマターゼ遺伝子の転写量が温度感受性であるか否かは種によって異なるが、いずれの場合でも温度により発達に差違が生じることが観察されている。

## 神経保護における役割
脳内のアロマターゼは通常、神経細胞でのみ発現する。しかし、マウスとキンカチョウでは貫通性脳損傷により星状細胞でも発現することが示されている。また、キンカチョウでは脳損傷後のアポトーシスを減少させることが示されている。これは、エストラジオールを含むエストロゲンの神経保護作用によるものと考えられており、研究によると炎症誘発性サイトカインであるインターロイキン-1β （IL-1β）とインターロイキン-6 （IL-6）が貫通性脳損傷後の星状細胞におけるアロマターゼ発現の誘導に関与していることが分かっている。

## 障害

### アロマターゼ過剰症候群
過剰なアロマターゼ活性により症状が現れることはまれであるが、多くの研究者が報告している。男子では女性化乳房を、女子では思春期早発症と思春期乳腺肥大症を認め、男女ともに早過ぎる骨端閉鎖により低身長となる。これはアロマターゼをコードするCYP19A1遺伝子の変異によるもので、常染色体優性遺伝である。エジプト第18王朝のファラオ、アメンホテプ4世とその家族が本症に苦しんだ可能性が示唆されているが、最近の遺伝子検査ではそれを否定を所見もある。この遺伝子変異は、1937年に初めて報告された家族性思春期早発症の原因の1つである。

### アロマターゼ欠乏症候群
これもCYP19遺伝子の突然変異によるものであり、常染色体劣性で遺伝する。妊娠中にアンドロゲンが蓄積することにより、出生した女児に男性化が生じる可能性があるほか、原発性無月経の原因となる（これに対して男児は影響を受けない）。エストロゲンの不足により骨端軟骨が閉鎖しないため、男女とも身長が高くなる。

## アロマターゼの阻害
アロマターゼの阻害により、低エストロゲン症（エストロゲン低値）を引き起こし得る。アロマターゼ阻害作用を持つ天然物として、以下のものが知られている。
- アピゲニン[22]
- カテキン[23][24]
- カルコノイド[25]
- エリオジクチオール[22]
- ヘスペレチン[26]
- イソリキリチゲニン[22]
- マンゴスチン（Mangostin）[22]（マンゴスチン（Mangosteen）から抽出されるキサントノイド）
- ミオスミン[27]
- ニコチン[28]
- レスベラトロール[29]
- ビタミンE[30]
- 亜鉛[31]

特定のキノコ（白マッシュルーム：Agaricus bisporus）の抽出物は、in vitroでアロマターゼを阻害することが示されている。

### アロマターゼ阻害剤
閉経後の女性のエストロゲン産生を停止するアロマターゼ阻害剤は、エストロゲン受容体陽性である乳癌患者の管理に利用されている。現在臨床で使用されているアロマターゼ阻害剤には、アナストロゾール、エキセメスタンおよびレトロゾールがある。この他、テストステロン補充療法の男性においても、テストステロンがアロマターゼによりエストロゲンに変換されて血中エストロゲン濃度が上昇するのを防ぐために処方される。